# Холдинг-терапия
Холдинг-терапия (англ. hold — «держать», «удерживать») — вмешательство, основанное на неподтвержденной теории и признанное во многих странах насильственным по отношению к ребенку. В ходе терапевтической сессии матери ребенка предлагается удерживать ребенка силой, устанавливая при этом зрительный контакт. Его изобретение приписывают Марте Вэлч, «доктору, основавшему в Нью-Йорке «Материнский центр».
Критики холдинг-терапии называют метод шоковым, сравнивают его с отрицательным подкреплением, по сути, с наказанием. Высказывается опасение, что холдинг может вызвать у ребёнка дискомфорт, боль, депрессию, усилить тревогу и страх. 

## Описание метода
Родитель берёт ребёнка на руки, крепко прижимает к себе. Несмотря на сопротивление ребёнка, говорит ему о своих чувствах, о своей любви. Объясняет, как он нужен родителю, что не хочет причинить ему вреда. Второй родитель оказывает первому физическую и эмоциональную поддержку, обнимает их обоих. Через некоторое время страх и сопротивление ребёнка уходят, появляется возможность для установления тесного эмоционального контакта. На первых сеансах присутствует психолог, который объясняет родителям происходящее во время сеанса, помогает им справиться с эмоциями.
Другое описание сеанса более эмоциональное: 
Мать садится в удобном месте, посадив ребёнка на колени лицом прямо к своему лицу. Ноги ребёнка обнимают её за талию. Она своими руками обвивает его руки вокруг своей спины. Ребёнок может сразу начать протестовать или несколько минут принимать эту близость с матерью, но затем начать бороться опять. Мать же выражает словами свои чувства — она говорит ребёнку, как она его любит, как надеется, как огорчена или сердита, как беспокоится о нем, как много он для неё значит. При этом она пускает в ход все свои силу и цепкость, чтобы не дать ему вырваться и сделать контакт еще более тесным. Они борются все отчаяннее, но затем — если матери удается преодолеть сопротивление — возникает нежная близость с интенсивным зрительным контактом, исследующими прикосновениями к материнскому лицу и взаимно мягкой беседой.

## Обоснование метода

#### Марта Уэлч
В 1983 году американский психиатр Марта Уэлч (M. Welch) разработала метод холдинг-терапии, который был призван помочь семьям, воспитывающим детей с аутизмом, в восстановлении эмоционального контакта с ребёнком. 
В основу терапии положена концепция, которая по сути обвиняет родителей в аутизме их ребёнка. Эта концепция рассматривает ранние эмоциональные расстройства у детей как результат нарушения эмоциональных связей между матерью и ребёнком.
Формирование привязанности ребёнка к матери основано на чувстве безопасности, которое ребёнок испытывает в процессе общения с ней. В случае раннего детского аутизма это чувство безопасности оказывается нарушено, а социальное и эмоциональное развитие ребёнка идёт в неправильном направлении. 
В обычной жизни матери очень сложно установить контакт со своим аутичным ребёнком, он не смотрит ей в глаза, не принимает удобную позу у неё на руках, не обращается к ней за помощью, когда ему плохо или страшно. 
Во время холдинг-терапии создается определенный уровень стресса, который «пробивает» аутистический барьер и дает возможность для развития эмоционального взаимодействия.

#### Н. Тинбергени Э. Тинберген[6]
Ученые разработали теорию, объясняющую механизм действия холдинг-терапии на ребёнка с аутизмом. Авторы опираются на утверждение, что ранний детский аутизм возникает в результате враждебного влияния на грудного ребёнка со стороны его окружения. В связи с этим у ребёнка-аутиста отсутствует базовое доверие, которое в норме возникает в первые недели и месяцы жизни. 
Так как аутичные дети, по их мнению, не могут развить базовое доверие, они враждебно противостоят окружающим людям и отказываются от общения с ними. 
Холдинг-терапия противоположна обычному для аутичного ребёнка поведению избегания контакта. В процессе проведения терапии нарушенный процесс формирования доверия и социализации компенсируется.

#### Мария Либлинг
В отечественной психологии метод холдинг-терапии был кардинально модифицирован и смягчен в игровую форму Марией Либлинг.  Метод преобразился в весьма результативную игровую методику, называемую “Игровая холдинг-терапия”, которая не соответствует классической холдинг терапии по Марте Велч. Менее информированные и не практиковавшие эту методику специалисты ошибочно полагают, что "Игровая холдинг-терапия" имеет много общего с классической холдинг терапией по Марте Велч. В практике же, реализация этих двух методик не имеет ничего общего.  
«Суть метода состоит не в механическом удерживании ребёнка, а в том, что происходит между ребёнком, матерью и отцом в процессе холдинга. Мать берёт ребёнка на руки, сажает на колени лицом к себе и обнимает его. При этом она не должна плотно прижимать его к себе, так как у мамы и ребёнка должна быть возможность посмотреть друг другу в глаза. В тех семьях, где дети страдали наиболее тяжелыми вариантами синдрома, взаимодействие на игровой холдинг-терапии напоминало общение с малышом 1-2 летнего возраста. Родители играли с ребёнком в “ладушки”, “сороку-ворону”, использовали другие “младенческие забавы”: песенки, народные потешки».
Мария Либлинг в соавторстве с Ольгой Никольской и Еленой Баенской, выделяют в холдинг-терапии два компонента. 
«Очищающий» – собственно преодоление аутистического барьера, снятие эмоционального напряжения и негативизма. И «развивающий» - его цель разработать новые формы эмоционального контакта, способствующая развитию взаимодействия, подражания, понимания эмоционального смысла происходящего, стимулирующая речевое развитие. 
Они отмечают, что классический холдинг ориентирован только на «очищающий» компонент. При таком подходе терапия через некоторое время превращается в стереотипную ритуализированную процедуру и начинает терять свою эффективность. Невозможно и не нужно на каждом занятии провоцировать сопротивление аутичного ребёнка, тем более, что в большинстве случаев он не сопротивляется контакту в игровой терапии уже на втором занятии.   
В игровой холдинг-терапии они акцентируют внимание на «развивающем» компоненте, то есть на тех видах взаимодействия, которые происходят на стадии разрешения, на развитии позитивного эмоционального взаимодействия между ребёнком и родителями. И ребёнок, и родители, которые раннее были лишены полноценного эмоционального общения и игрового взаимодействия (из-за аутистических особенностей ребёнка) наконец-то получают такую возможность. Поэтому, время игровой холдинг-терапии нужно использовать для создания продуктивного, позитивного эмоционального взаимодействия между аутичным ребёнком и его родителями. 
Часто в ситуации, когда у ребёнка нет желания и настроения заниматься, родители, имеющие опыт игровой холдинг-терапии, умело вовлекают его в игру, пение, разговор, и, таким образом, могут длительно удерживать его внимание, не вызывая сопротивления. В тех же случаях, когда ребенок чем-то расстроен, обижен, негативистичен или агрессивен, холдинг остается средством "скорой помощи", помогая родителям справится с негативным аффектом ребёнка, и при этом всегда оставаться "на его стороне". 
Задача специалиста-психолога здесь: 
- обучить родителей новым формам взаимодействия с ребёнком,
- обучить, как родители могут провоцировать ребёнка на подражание,
- как могут развивать его способность к сопереживанию и эмоциональному осмыслению всех событий его жизни,
- определить актуальные задачи развития конкретного ребёнка, на решение которых должно быть направлено взаимодействие.[2]

## Процесс терапии
Марта Уэлч подчеркивает – терапию следует проводить в контакте с психологом! 
Процессу терапии предшествует подготовка семьи к холдинг-терапии: психолог объясняет родителям суть терапии, убеждается в их готовности к проведению терапии, обучает их способам взаимодействия с ребёнком в моменты установления эмоционального контакта. 
Способы взаимодействия: игры, пение песенок и потешек, стимуляция ребёнка на договаривание слов и звукоречевое подражание родителям, разговоры и обучение новому. 
Процесс холдинг-терапии заключается в повторяющихся процедурах холдинга, то есть удержания ребёнка на руках у родителей до его полного физического и эмоционального расслабления. Важно в первую очередь не физическое удержание ребёнка, а эмоциональное, родители уговаривают ребёнка не уходить, не бросать маму и папу, повторяют, как важно быть всем вместе. Поза и положение родителей должны позволять ребёнку установить с ними зрительный контакт. 

## Стадии холдинга
Каждая сессия холдинга включает три стадии:
1. Конфронтация — ребёнок противится началу холдинга, несмотря на то, что часто на протяжении всего дня ждет его. Он находит любые поводы, чтобы уклониться от начала процедуры.
2. Отвержение (сопротивление) — ребёнок вырывается из объятий, кусается, царапается. Мать, вместе с отцом, гладит ребёнка, успокаивает, говорит, как она его любит, переживает, что он страдает, но ни за что не отпустит его именно потому, что любит.
3. Разрешение — ребёнок перестает сопротивляться, устанавливает глазной контакт, расслабляется, у него появляется улыбка, изменяется поза, он может начать с интересом рассматривать лицо матери, так, как будто видит его впервые; мать и ребёнок получают возможность говорить на самые интимные темы и переживать чувство любви.

Длительность первого занятия длится от 1,5 до 4,5 часов, в дальнейшем сопротивление ребёнка сходит на нет, и занятие занимает не более 1,5 часов. Второе занятие редко длится дольше двух часов.

## Противопоказания к холдинг-терапии
1. Наличие в анамнезе у ребёнка эпилептических приступов; наличие у родителей или ребёнка тяжелых соматических (острых или хронических) заболеваний, которые могут обостриться в процессе терапии.
2. Отсутствие отца или его категорический отказ от участия в терапии, так как, как правило, ни один другой родственник не оказывается способным выдержать ту нагрузку, которая ложится на отца, и оказать матери необходимую поддержку в полном объеме. Психолог ни в коем случае не должен принимать участие в терапии вместо одного из родителей.
3. Неготовность родителей к холдинг-терапии, так как недоведённая до стадии разрешения терапия может привести к ухудшению состояния ребёнка.[2]

## Критика
Некоторые специалисты рассматривают метод холдинг-терапии как чрезмерно стрессовый как для ребёнка, так и для родителей. Критикуется применение силы и принудительных объятий к и без того беззащитному ребёнку и отмечается, что существуют более гуманные методы коррекции аутистических проявлений. Сеансы холдинг-терапии могут приводить к появлению нарушений сна, усилению агрессивности и возбудимости, увеличению количества стереотипий, что сторонники холдинг-терапии рассматривают как временные явления. А при недостаточно профессиональном применении холдинг-терапия способна привести к серьёзному ухудшению состояния ребёнка и спровоцировать регресс в развитии. 
Многие специалисты полагают, что данная практика расходится с адекватным представлением о родительстве, как отношениях, основанных на доверии. Ребёнку может быть крайне трудно восстановить полное, истинное доверие к взрослому после того, как тот удерживал его против воли – независимо от «добрых намерений» родителей или последующего поверхностного поведения. Элис Миллер, психоаналитик и писатель, (темы её работ: насилие по отношению к детям — физическое, эмоциональное и сексуальное), писала: 
«Я рассматриваю [холдинг-терапию] в качестве одного из видов нарушения прав. Люди, действуя из наилучших побуждений, просто не чувствуют, что они делают, когда нарушают права другого человека – ребёнка. Цель заключается в том, чтобы освободить запрещенные, подавленные чувства, однако насильственность данного метода делает совершенно невозможным извлечение какой-либо выгоды из подобного «освобождения». Сила, которая используется в рамках терапии, применяется во благо ребёнка, и ребёнок будет вознагражден и любим за то, что он является толерантным и позволяет этому происходить. Он поверит в то, что сила способствует его благополучию и, в конечном итоге, является выгодной. Едва ли можно представить себе более совершенный обман и искажение человеческого восприятия».
Этот метод нельзя назвать безопасным. В 2000 году, в результате занятия по холдинг терапии, в США скончалась десятилетняя девочка. Одной из самых известных жертв этой методики стала десятилетняя Кэндис Элизабет Ньюмэйкер, которая задохнулась во время сеанса. Этот инцидент привёл к запрету данной терапии. Этого случая было достаточно, чтобы всколыхнуть общественность и поднять её против насильственных родительских объятий. В 2013 году в Лондоне прошла международная акция, посвященная борьбе с холдинг-терапией. Группа психологов, в составе которой были специалисты из Америки, России, Чехии и Англии, зачитывали доклады, делились негативными фактами о данном способе лечения аутистов, а также распространяли предупреждения об опасности метода.
Клинические рекомендации «Расстройства аутистического спектра», одобренные Министерством здравоохранения РФ в июле 2020 г. «не рекомендуют применение холдинг-терапии для детей с РАС вне зависимости от целей вмешательства».